# Rajd Włoch 1996
Rezultaty Rajdu San Remo - Rajdu Włoch (38. Rallye Sanremo - Rallye d'Italia), eliminacji Rajdowych Mistrzostw Świata w 1996 roku, który odbył się w dniach 13-16 października. Była to siódmą runda czempionatu w tamtym roku. Bazą rajdu było miasto San Remo.

## Wyniki końcowe rajdu[1]
| Msc. | Kierowca            | Pilot               | Samochód                  | Czas    | Strata | Grupa | Punkty |
| ---- | ------------------- | ------------------- | ------------------------- | ------- | ------ | ----- | ------ |
| 1    | Colin McRae         | Derek Ringer        | Subaru Impreza 555        | 4:26.57 | 0.0    | A8 M  | 20     |
| 2.   | Carlos Sainz        | Luís Moya           | Ford Escort RS Cosworth   | 4:27.19 | +0.22  | A8 M  | 15     |
| 3.   | Bruno Thiry         | téphane Prévot      | Ford Escort RS Cosworth   | 4:29.06 | +2.09  | A8 M  | 12     |
| 4.   | Freddy Loix         | Sven Smeets         | Toyota Celica GT-Four     | 4:29.54 | +2.51  | A8    | 10     |
| 5.   | Kenneth Eriksson    | Staffan Parmander   | Subaru Impreza 555        | 4:29.57 | +2.54  | A8 M  | 8      |
| 6.   | Franco Cunico       | Pierangelo Scalvini | Ford Escort RS Cosworth   | 4:30.41 | +3.44  | A8    | 6      |
| 7.   | Gilberto Pianezzola | Loris Roggia        | Toyota Celica GT-Four     | 4:30.58 | +4.01  | A8    | 4      |
| 8.   | Didier Auriol       | Denis Giraudet      | Mitsubishi Lancer Evo III | 4:31.50 | +4.53  | A8 M  | 3      |
| 9.   | Angelo Medeghini    | Barbara Capoferri   | Subaru Impreza 555        | 4:34.59 | +8.02  | A8    | 2      |
| 10.  | Patrick Bernardini  | Dominique Savignoni | Ford Escort RS Cosworth   | 4:34.59 | +8.02  | A8    | 1      |

1. ↑  Litera M przy oznaczeniu grupy do której należy samochód oznacza, iż tylko ci kierowcy zdobywali punkty dla swoich zespołów liczonych w klasyfikacji producentów na koniec sezonu.

## Klasyfikacja po 8 rundach
Tabele przedstawiają tylko pięć pierwszych miejsc.

### Kierowcy
| Lp. | Kierowca         | Pkt |
| --- | ---------------- | --- |
| 1   | Tommi Makinen    | 115 |
| 2   | Carlos Sainz     | 89  |
| 3   | Kenneth Eriksson | 74  |
| 4   | Colin McRae      | 72  |
| 5   | Piero Liatti     | 41  |

### Producenci
| Lp. | Producent           | Pkt |
| --- | ------------------- | --- |
| 1   | 555 Subaru WRT      | 337 |
| 2   | Mitsubishi Ralliart | 304 |
| 3   | Ford Motor Co. Ltd. | 274 |